# Исторический музей Пасадины
Исторический музей Пасадины (англ. Pasadena Museum of History) — музей в США, находится в городе Пасадина, штат Калифорния.
Это частный некоммерческий музей и исследовательская библиотека, единственное учреждение, посвящённое истории, искусству и культуре Пасадины и западной части долины Сан-Габриэль. Штаб-квартира находится на территории старинного поместья. Для посещения гостей предоставлены — Pasadena Museum History Center, особняк и сады семьи Феньес, исследовательская библиотека и архивы, Curtin House и Финский музей народного искусства. С помощью проводимых публичных выставок, лекций, семинаров и мастер-классов Исторический музей Пасадины способствует пониманию истории, культуры и науки, имеющих отношение к этому городу и прилегающим районам. На территории музея имеется бесплатная парковка.

## История
В 1924 году, спустя пятьдесят лет после основания Пасадины, Историческое общество Пасадины начало сбор информации об истории города и района, которая предоставлялась волонтёрами. В 1932 году Историческому обществу было предоставлено помещение в здании Pasadena Civic Auditorium. В 1958 году коллекция переехала в Публичную библиотеку Пасадены, где продолжала наполняться волонтёрами. В 1970 году, благодаря подарку финской семьи Палохеймо, музей переехал на своё нынешнее место на территории исторического поместья Феньес площадью два акра.
В 1993 году к Историческому центру прибавилась исследовательская библиотека, архив и хранилище для растущей коллекции. В 2000 году у музея появились галереи, конференц-залы, музейный магазин и административные помещения. Исторический музей Пасадины поддерживается за счёт вступительных взносов и пожертвований корпораций, предприятий, фондов и членов музея.

## Коллекция
Библиотека и архивы Исторического музея Пасадены содержат самую большую и полную коллекцию документов и артефактов, связанных с историей города, содержащей более миллиона исторических фотографий, редких книг, рукописей и карт, архитектурных записей и многого другого. Также коллекция включает обширную коллекцию произведений искусства, включая картины местных пленэров, а также текстиль, керамику, мебель и другие артефакты. Так коллекция одежды и текстиля включает более 3000 экспонатов, датируемых 1880—1970 годами.
В хранилище музея находятся более 150 специальных коллекций, подаренных частными лицами организациями Пасадины. Все они перечислены на веб-сайте музея, а некоторые доступны через веб-сайт онлайн-архивов Калифорнии. Исследовательская библиотека и архивы открыты для посещения с четверга по воскресенье с 13 до 16 часов.
Среди коллекций музея выделяется собрание декоративно-прикладного искусства, картин, текстиля и семейных бумаг семьи Феньес, четыре поколения которых проживало в особняке, где сейчас находится музей. Коллекция семьи Феньес включает более 3800 акварелей и эскизов, написанных Евой Скотт Феньес, художницей и покровительницей искусств.